# 平松二三生
平松 二三生（ひらまつ ふみお、1970年3月2日‐）は日本のシステムエンジニア。会社経営者。
愛知県豊橋市出身。
株式会社アイアイシー、R3Corporation株式会社の代表取締役社長。

## 略歴
愛知県豊橋市に生まれる。1998年 12月 有限会社アイアイシー設立。2003年  3月 株式会社アイアイシーに商号変更。
2009年  3月 R3Corporation株式会社を設立。
2009年  12月 1日 99プラスに心理カウンセラーとして出演。2010年  2月 9日 99プラスに心理カウンセラーとして出演。